# Artère thoracique supérieure
L'artère thoracique supérieure (ou artère thoracique suprême) est une artère systémique du membre supérieur.

## Origine
Elle nait de la face antérieure de l'artère axillaire ou de l'artère thoraco-acromiale au niveau du bord inférieur du muscle subclavier .

## Zone de vascularisation
Elle vascularise les muscles grand pectoral et petit pectoral, ainsi que les deux premières digitations du muscle dentelé antérieur.